# Campionati tedeschi di sci alpino 1994
Ai Campionati tedeschi di sci alpino 1994 furono assegnati i titoli di slalom gigante e slalom speciale, sia maschili sia femminili.

## Risultati

### Uomini

#### Slalom gigante
| Pos. | Atleta            | Nazione  |
| ---- | ----------------- | -------- |
| 1    | Tobias Barnerssoi | Germania |
| 2    | Stefan Stankalla  | Germania |
| 3    | Bernhard Bauer    | Germania |

#### Slalom speciale
| Pos. | Atleta         | Nazione  |
| ---- | -------------- | -------- |
| 1    | Peter Roth     | Germania |
| 2    | Alois Vogl     | Germania |
| 3    | Bernhard Bauer | Germania |

### Donne

#### Slalom gigante
| Pos. | Atleta       | Nazione  |
| ---- | ------------ | -------- |
| 1    | Miriam Vogt  | Germania |
| 2    | Martina Ertl | Germania |
| 3    | Hilde Gerg   | Germania |

#### Slalom speciale
| Pos. | Atleta           | Nazione  |
| ---- | ---------------- | -------- |
| 1    | Martina Ertl     | Germania |
| 2    | Miriam Vogt      | Germania |
| 3    | Kerstin Riediger | Germania |